# 亚特兰大网球公开赛
亚特兰大网球公开赛（Atlanta Open）是在美國乔治亚州亞特蘭大舉辦的男子網球賽事。赛事创办于2010年，是美国网球公开赛系列赛的一项赛事。
该赛事的前身是于1988年创办的印第安纳波利斯网球锦标赛,2009年由于缺乏对顶级球星的参赛吸引力导致球票销售困难，ATP回购了赛事版权并于2009年12月出售给亚特兰大。最初名称叫做亚特兰大网球锦标赛（Atlanta Tennis Championships），预备在亚特兰大运动俱乐部举行。2010年之前，亚特兰大曾在1992年至2001年期间举办过一次名为威瑞森网球挑战赛的网球赛事，该赛事也是在亚特兰大体育俱乐部举行，安迪·罗迪克、皮特·桑普拉斯、安德烈·阿加西和约翰·麦肯罗都曾是该赛事的冠军。
2011年举办球场前移到了亚特兰大郊区的南部球拍俱乐部（Racquet Club of the South）。2012年开始到2022年由BB&T以及合并后的储亿银行冠名赞助，举办地再度迁移到亚特兰大站。.2015年开始GF体育从美国网球协会手中获得了赛事版权。
根据ATP的消息，亚特兰大公开赛将于2025年终止运营。

## 历年决赛

### 单打
*暂列出2023年后冠军。
| 年份 | 冠军        | 亚军            | 比分               |
| ---- | ----------- | --------------- | ------------------ |
| 2023 | 泰勒·弗里茨 | 亚历山大·武基奇 | 7–5, 6–7(5–7), 6–4 |
| 2024 | 西冈良仁    | 乔丹·汤普森     | 4–6, 7–6(7–2), 6–2 |

### 双打
*暂列出2023年后冠军。
| 年份 | 冠军                          | 亚军                        | 比分               |
| ---- | ----------------------------- | --------------------------- | ------------------ |
| 2023 | 纳撒尼尔·拉蒙斯 杰克森·威思罗 | 马克斯·普塞尔 乔丹·汤普森   | 7–6(7–3), 7–6(7–4) |
| 2024 | 纳撒尼尔·拉蒙斯 杰克森·威思罗 | 安德烈·约兰松 塞姆·费尔贝克 | 4–6, 6–4, [12–10]  |

## 外部連結
Official Website （页面存档备份，存于）